# The Lonely Shepherd
The Lonely Shepherd (en català, "El Pastor Solitari"), també coneguda com Einsamer Hirte o Der einsame Hirte en alemany o com El pastor solitario en castellà, és una peça instrumental del músic James Last, publicada per primera vegada en un enregistrament pel flautista de pan romanès Gheorghe Zamfir.

## Història
Originalment, el títol estava previst per a l'àlbum Filmmusik ohne Filme, que només havia de contenir composicions originals de James Last. Aquest àlbum no es va publicar mai, de manera que "The Lonely Shepherd" es va publicar a l'àlbum de Last de 1977 Memòries de Rússia (Russland Erinnerungen). El mateix any, també va ser llançat com a LP, que va arribar al número 22 a les llistes de música a Alemanya. Amb aquest enregistrament, Gheorghe Zamfir, que ja havia publicat una sèrie de discos, va aconseguir un gran èxit internacional. Entre d'altres coses, va acompanyar a Last en la seva gira de 1978.
"The Lonely Shepherd" ha estat utilitzada repetidament com a banda sonora de films. El 1979, es va utilitzar com a tema principal de la sèrie de televisió de sis parts Golden Soak (Das Gold der Wüste). El 1983 es va utilitzar com a tema d'amor d'una sèrie veneçolana anomenada Chao, Cristina produïda per la cadena de televisió veneçolana RCTV i de nou el 1984 en el curtmetratge d'animació nominat a l'Oscar Paradise. El 2003, Quentin Tarantino va utilitzar l'enregistrament com a banda sonora en una escena i en els crèdits de tancament de la seva pel·lícula Kill Bill: Volume 1. Al DVD, Gheorghe Zamfir és acreditat erròniament com el productor del títol.
El títol ha gaudit d'una popularitat ininterrompuda fins avui i ha estat enregistrat recentment per nombrosos artistes. Una versió de rap de Lamar el 1999 va tenir força èxit, així com una versió de Michael Hirte que li va permetre guanyar el programa de talent televisiu alemany Das Supertalent el desembre de 2008. El 2024, la interpretació de l'obra de Zamfir amb l'Orquestra Johan Strauss d'André Rieu a YouTube té més de 185 milions de visualitzacions.